# Strotheniederung
Strotheniederung este o arie protejată (arie specială de conservare — SAC, sit de importanță comunitară — SCI) din Germania întinsă pe o suprafață de 93,87 ha, integral pe uscat.

## Localizare
Centrul sitului Strotheniederung este situat la coordonatele 51°49′11″N 8°50′32″E / 51.8197°N 8.8422°E.

## Înființare
Situl Strotheniederung a fost declarat sit de importanță comunitară în octombrie 2000 pentru a proteja 1 specie de animale. Situl a fost protejat și ca arie specială de conservare în februarie 2005.

## Biodiversitate
Situată în ecoregiunea atlantică, aria protejată conține 1 habitat natural: Fânețe de joasă altitudine (Alopecurus pratensis, Sanguisorba officinalis).
La baza desemnării sitului se află o specie protejată de  nevertebrate: Vertigo angustior.